# Hans Overbeck
Hans Overbeck (* 1882 in Bremen; † 19. Januar 1942 westlich von Nias im Indischen Ozean) war ein Kaufmann, Sprach- und Insektenforscher aus Bremen.

Er ist bekannt als Übersetzer malaiischer Geschichten: 

„Auf 20 Bände waren seine Übersetzungen angelegt gewesen. Zwei Titel nur konnten erscheinen.“

Er starb bei der Versenkung der Van Imhoff.

## Publikationen (Auswahl)
- Hikayat Hang Tuah
- Malaiische Chronik (Sejarah Melayu, dt.)